# Gazi Baba
Gazi Baba (en macédonien Гази Баба) est l'une des dix communes spéciales qui constituent la ville de Skopje, capitale de la Macédoine du Nord. Elle comptait 69 626 habitants en 2002 et fait 92 km2, ce qui en fait la commune la plus peuplée de Skopje et la deuxième plus grande en termes de superficie. Son nom vient du turc et signifie « père vétéran ».
Gazi Baba se trouve à l'est du centre de Skopje et s'étend sur une surface allongée, en forme de triangle, orientée du nord au sud. Elle est entourée par les communes de Petrovec, Studeničani et Aerodrom au sud, Centar, Čair et Butel à l'ouest, Lipkovo au nord-est, Aračinovo et Ilinden à l'est. Gazi Baba est enfin située sur quelques-uns des principaux axes du pays, comme l'autoroute qui relie Skopje à la Serbie.
Seule la partie située à l'ouest de la commune fait partie de l'agglomération de Skopje. Le reste est constitué de villages et de terres arables, qui couvrent 65 % de la superficie totale. Gazi Baba, dans sa partie occidentale, est le plus grand centre industriel macédonien. Elle compte par exemple de nombreuses aciéries, comme Makstil Skopje, et la plus grande brasserie de la ville. Sur son sol se trouve également le complexe Skopski Saem, qui abrite les foires commerciales les plus grandes du pays.

## Géographie
La commune doit son nom au quartier de Gazi Baba, localité ancienne constituée de maisons individuelles et voisines de Čair, situé à l'ouest. À l'est, le quartier de Gazi Baba est fermé par le parc éponyme, l'un des plus grands de Skopje. Au sud, la commune est limitée par le Vardar, au bord duquel se concentrent plusieurs zones industrielles. Le fleuve est doublé par la route qui va en direction de Petrovec et de l'aéroport international de Skopje.
Entre le parc, le Vardar et la zone industrielle de Jelezara se trouvent le quartier résidentiel d'Avtokomanda, et plus à l'est ceux  de Keramidnica et de Madžari, qui constitue l'extrême est de l'agglomération de Skopje. Situé un peu en dehors, Tumba Madžari est l'un des plus grands sites archéologiques macédoniens du Néolithique. Une partie des maisons qui composaient ce village a été reconstruite à l'identique.
Le long de la route de Petrovec se trouvent alignés les villages de Troubarevo, Gotsé Deltchev, Youroumleri et Idrizovo. Madjari est prolongé par les villages d'Indjikovo, Singuéliḱ et Staykovtsi. Enfin, plus au nord, en dehors du périphérique de Skopje et au pied de la Skopska Crna Gora se trouvent Vinitché, Brnyartsi, Boulatchani, Rachtak, Smilykovtsi, Stratchintsi et Tsréchévo.

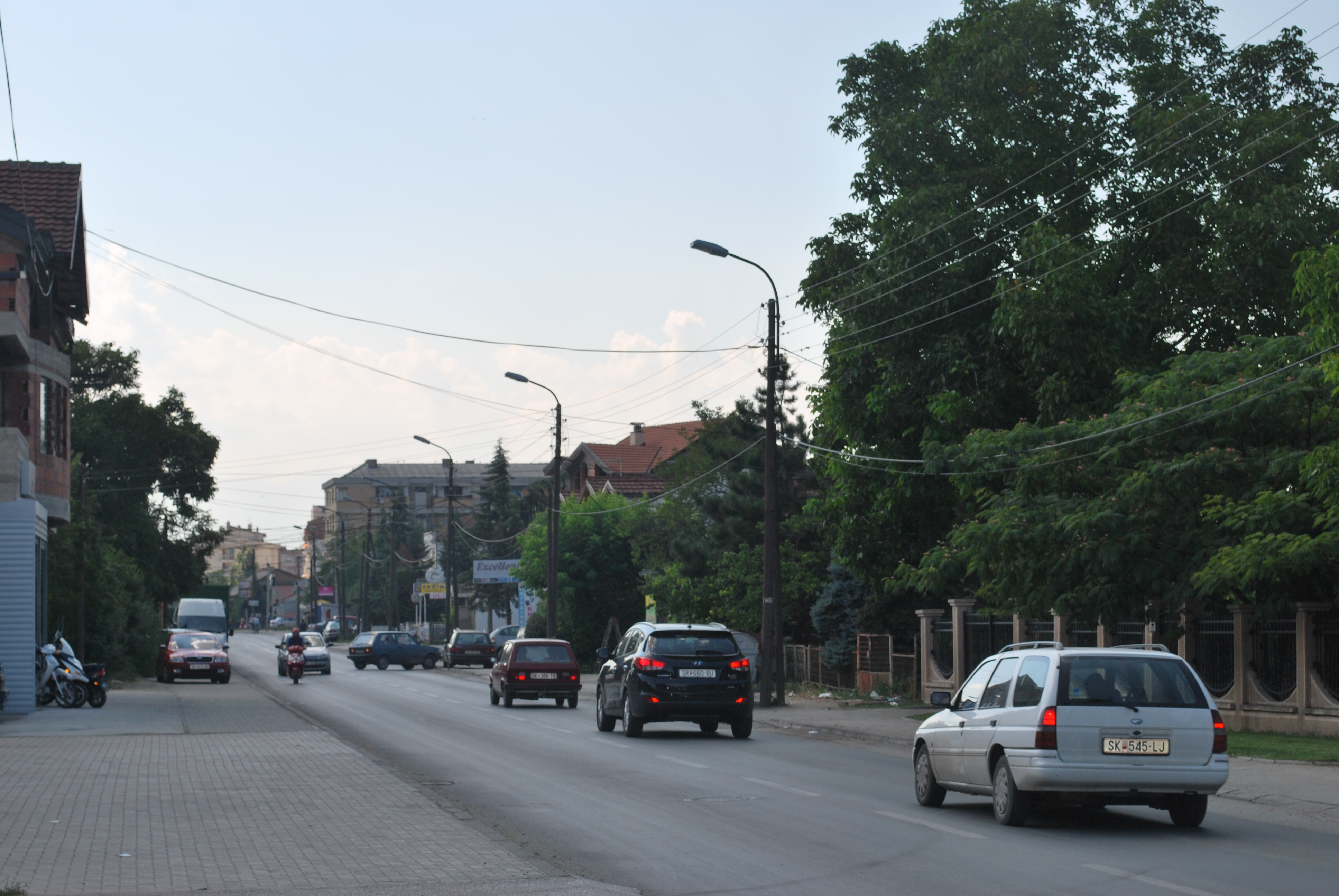
Rue du quartier de Madžari.
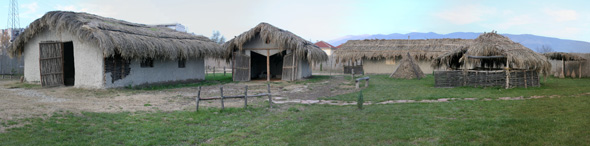
Reconstitution du village néolithique de Tumba Madžari.
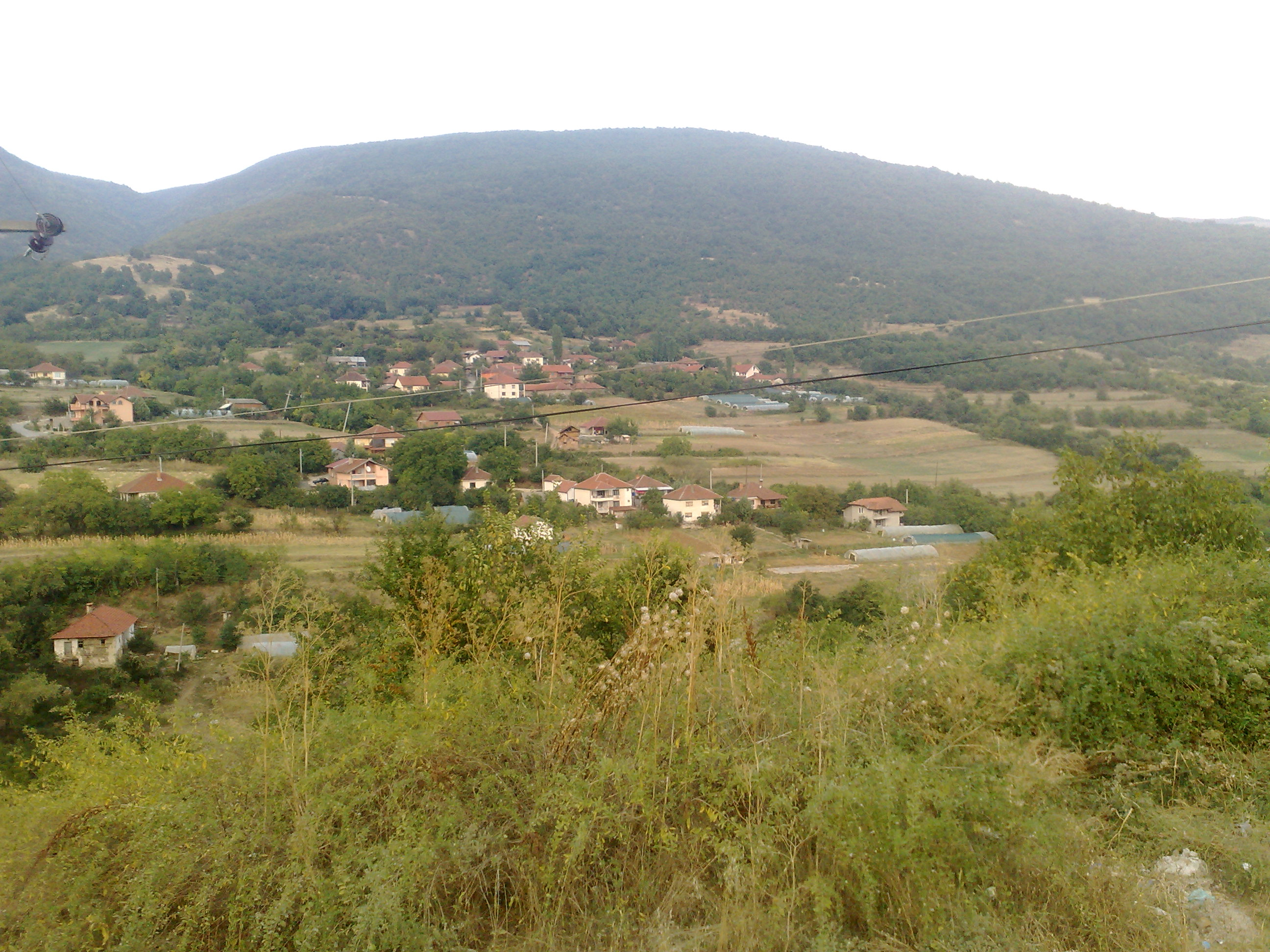
Le village de Boulatchani.
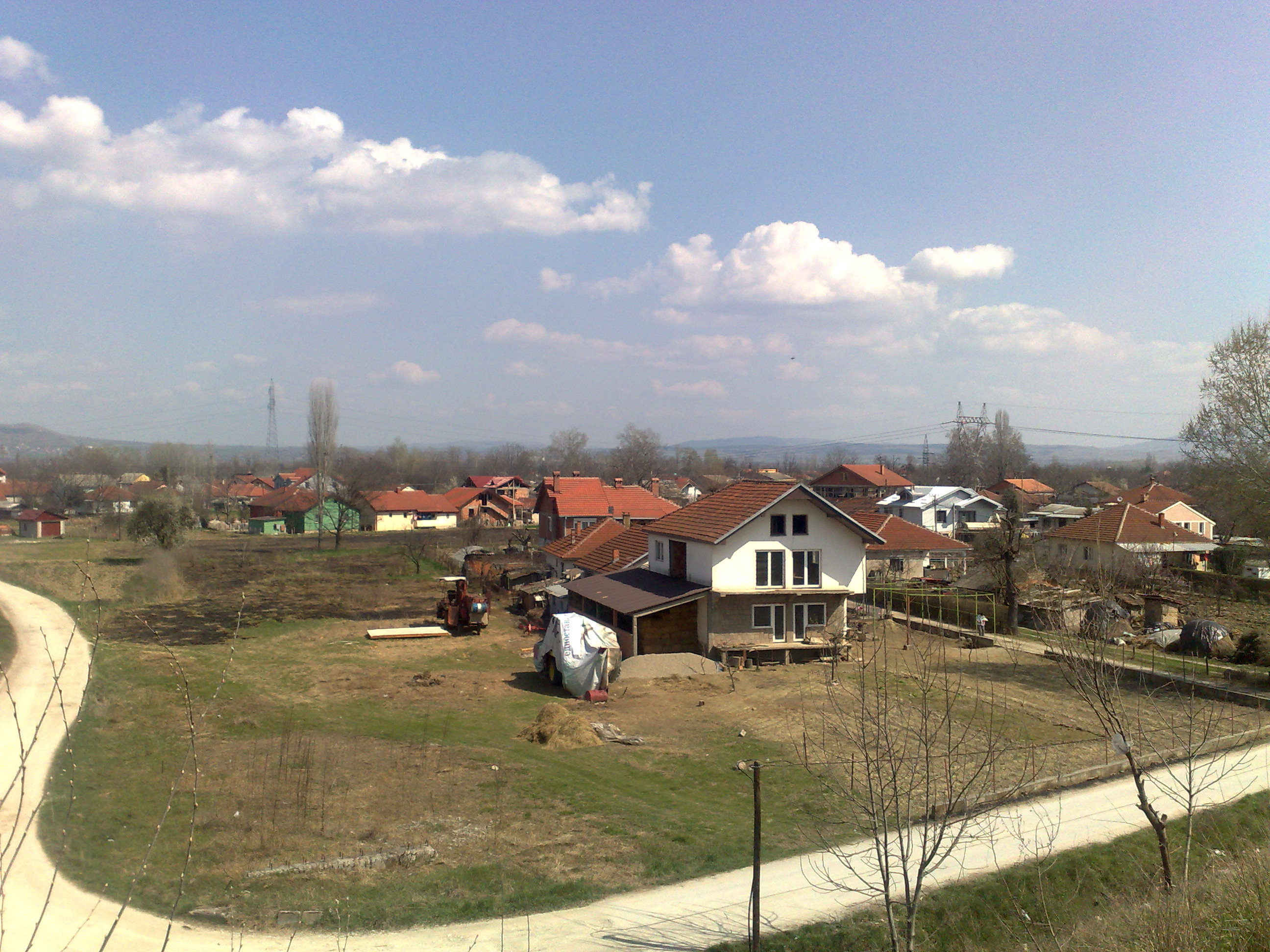
Le village de Youroumleri.
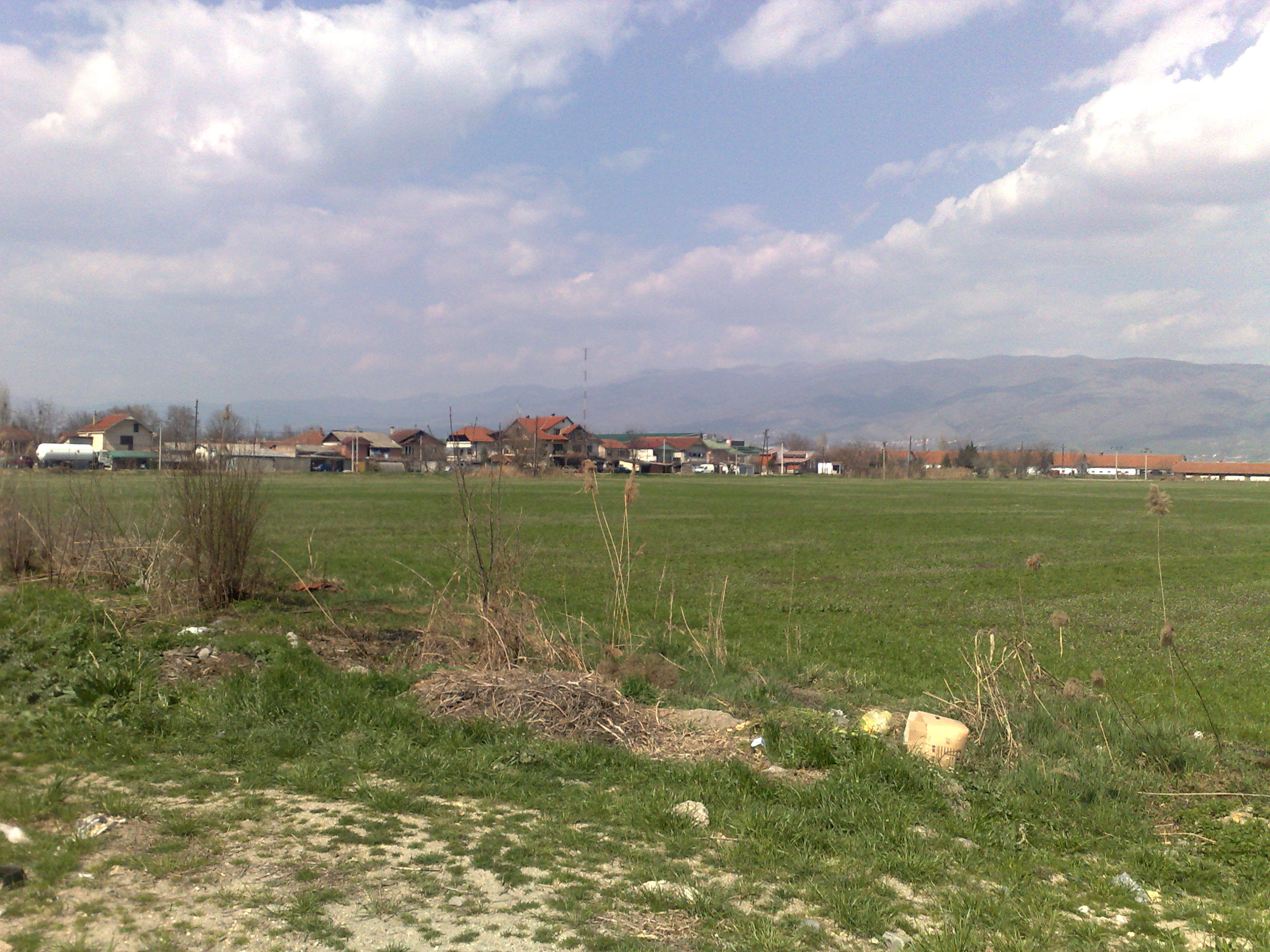
Le village de Troubarevo.

## Démographie
Lors du recensement de 2002, la commune comptait :
- Macédoniens : 53 497 (73,7 %)
- Albanais :  12 502 (17,2 %)
- Serbes : 2 097 (2,9 %)
- Roms : 2 082 (2,9 %)
- Bosniaques : 710 (1,0 %)
- Turcs : 606 (0,8 %)
- Valaques : 236 (0,3 %)
- Autres : 887 (1,2 %)

## Administration
La commune est administrée par un conseil élu au suffrage universel tous les quatre ans. Ce conseil adopte les plans d'urbanisme, accorde les permis de construire, il planifie le développement économique local, protège l'environnement, prend des initiatives culturelles et supervise l'enseignement primaire. Le conseil compte 27 membres. Le pouvoir exécutif est détenu par le maire, lui aussi élu au suffrage universel. Depuis 2009, le maire de Gazi Baba est Toni Trajkovski, membre du VMRO-DPMNE.
À la suite des élections locales de 2009, le Conseil de Gazi Baba était composé de la manière suivante :
| Parti                                                               | Sièges |
| ------------------------------------------------------------------- | ------ |
| Parti démocratique pour l'Unité nationale macédonienne (VMRO-DPMNE) | 15     |
| Union sociale-démocrate de Macédoine (SDSM)                         | 6      |
| VMRO (Parti national)                                               | 3      |
| Nouvelle Démocratie                                                 | 1      |
| Union démocratique pour l'intégration (DUI)                         | 1      |
| VMRO-NP et VMRO-VEP                                                 | 1      |